# Lijst van voetbalinterlands Moldavië - Montenegro
Deze lijst van voetbalinterlands is een overzicht van alle officiële voetbalwedstrijden tussen de nationale teams van Moldavië en Montenegro.  De landen hebben tot op heden vier keer tegen elkaar gespeeld. De eerste ontmoeting was een kwalificatiewedstrijd voor het Wereldkampioenschap voetbal 2014 in Chisinau op 22 maart 2013. Het laatste duel, een kwalificatiewedstrijd voor het Europees kampioenschap voetbal 2016, vond plaats op 8 september 2015 in de Moldavische hoofdstad.

## Wedstrijden
| № | Plaats    | Datum            | Competitie           | Wedstrijd             | Uitslag |
| - | --------- | ---------------- | -------------------- | --------------------- | ------- |
| 1 | Chisinau  | 22 maart 2013    | WK 2014 kwalificatie | Moldavië − Montenegro | 0 − 1   |
| 2 | Podgorica | 15 oktober 2013  | WK 2014 kwalificatie | Montenegro − Moldavië | 2 − 5   |
| 3 | Podgorica | 8 september 2014 | EK 2016 kwalificatie | Montenegro − Moldavië | 2 − 0   |
| 4 | Chisinau  | 8 september 2015 | EK 2016 kwalificatie | Moldavië − Montenegro | 0 − 2   |

## Samenvatting
| Competitie      | Totaal gespeeld | Winst Moldavië | Gelijk | Winst Montenegro | Doelsaldo Moldavië – Montenegro |
| --------------- | --------------- | -------------- | ------ | ---------------- | ------------------------------- |
| WK-kwalificatie | 2               | 1              | 0      | 1                | 5 − 3                           |
| EK-kwalificatie | 2               | 0              | 0      | 2                | 0 − 4                           |
| Totaal          | 4               | 1              | 0      | 3                | 5 − 7                           |

## Details

### Eerste ontmoeting
| WK 2014 kwalificatie (scheidsrechter Daniele Orsato, Chișinău, 22 maart 2013): |              | |
| Moldavië | 0 – 1        | Montenegro |
| | goals        | 78' Mirko Vučinić |
| Ion Caras | bondscoach   | Branko Brnović |
| Serghei Paşcenco Victor Golovatenco Alexandru Gaţcan Alexandru Dedov Simeon Bulgaru Vitalie Bordian Alexandru Epureanu Artur Ioniţă Serghei Gheorghiev 77' Alexandru Paşcenco Eugen Sidorenco | opstellingen | Mladen Božović Savo Pavićević Marko Baša Vladimir Volkov Stevan Jovetić 80' Mirko Vučinić Milorad Peković Elsad Zverotić 46' Filip Kasalica 64' Vladimir Božović Stefan Savić |
| Nicolae Josan 77' | wissels      | 46' Dejan Damjanović 64' Simon Vukčević 80' Mitar Novaković |
| Serghei Gheorghiev 69' | gele kaarten | 46' Savo Pavićević |
| Alexandru Gaţcan 90', 90+1' | rode kaarten | 9', 61' Milorad Peković |

### Tweede ontmoeting
| WK 2014 kwalificatie (scheidsrechter Robert Schörgenhofer, Podgorica, 15 oktober 2013): |       |                                                                                                   |
| Montenegro                                                                              | 2 – 5 | Moldavië                                                                                          |
| Stevan Jovetić 55' (pen.) Stevan Jovetić 90+1'                                          | goals | 28' Alexandru Antoniuc 62' Igor Armaş 64' Eugen Sidorenco 73' Artur Ioniţă 89' Alexandru Antoniuc |

### Derde ontmoeting
| EK 2016 kwalificatie (scheidsrechter Aleksej Koelbakov, Podgorica, 8 september 2014):                                                                                              |              | |
| Montenegro | 2 – 0        | Moldavië |
| Mirko Vučinić 45+3' Žarko Tomašević 73' | goals        | |
| Branislav Brnović | bondscoach   | Ion Caras |
| Vukašin Poleksić Vladimir Božović Elsad Zverotić Žarko Tomašević Vladimir Volkov 46' Stefan Savić Marko Simić Nemanja Nikolić Mirko Vučinić Dejan Damjanović 81' Fatos Bećiraj 66' | opstellingen | Ilie Cebanu Alexandru Epureanu Victor Golovatenco Petru Racu Igor Armaş Artur Ioniţă 54' Alexandru Antoniuc 68' Eugen Sidorenco Alexandru Dedov 82' Serghei Gheorghiev Serghei Alexeev |
| Saša Balić 46' Vladimir Jovović 66' Nikola Vukčević 81' | wissels      | 54' Maxim Antoniuc 68' Veaceslav Posmac 82' Eugeniu Cebotaru |
| Vladimir Volkov 27' Mirko Vučinić 60' | gele kaarten | 41' Igor Armaş 62' Serghei Gheorghiev |

FMF · A-internationals · Bondscoaches · Moldavisch vrouwenelftal · Moldavië U21 · Moldavië U20 · Moldavië U19 · Moldavië U18 · Moldavië U17 · Moldavië U16
1990 – 1999 ·
2000 – 2009 ·
2010 – 2019 ·
2020 − 2029
1991 · 1992 · 1993 · 1994 · 1995 · 1996 · 1997 · 1998 · 1999 · 2000 · 2001 · 2002 · 2003 · 2004 · 2005 · 2006 · 2007 · 2008 · 2009 · 2010 · 2011 · 2012 · 2013 · 2014 · 2015 · 2016 · 2017 · 2018 · 2019 · 2020 · 2021 · 2022 · 2023 · 2024
Albanië ·
Andorra ·
Armenië ·
Azerbeidzjan ·
Bosnië en Herzegovina ·
Bulgarije ·
Canada ·
Cyprus ·
Denemarken · 
Duitsland ·
El Salvador · 
Engeland ·
Estland ·
Faeröer ·
Finland ·
Frankrijk ·
Georgië ·
Gibraltar ·
Griekenland ·
Hongarije ·
Ierland ·
IJsland ·
Indonesië ·
Israël ·
Italië ·
Ivoorkust ·
Jordanië ·
Kaaimaneilanden ·
Kameroen ·
Kazachstan ·
Kirgizië ·
Kosovo ·
Kroatië ·
Letland ·
Liechtenstein ·
Litouwen ·
Luxemburg ·
Malta ·
Montenegro ·
Nederland ·
Noord-Ierland ·
Noord-Macedonië ·
Noorwegen ·
Oeganda ·
Oekraïne ·
Oostenrijk ·
Polen ·
Portugal ·
Qatar ·
Roemenië ·
Rusland ·
San Marino ·
Saoedi-Arabië ·
Schotland ·
Servië ·
Slovenië ·
Slowakije ·
Tsjechië ·
Turkije ·
Venezuela ·
Verenigde Arabische Emiraten ·
Verenigde Staten ·
Wales ·
Wit-Rusland ·
Zuid-Korea ·
Zweden ·
Zwitserland
FSCG · A-internationals · Bondscoaches · Statistieken · Montenegrijns vrouwenelftal · Montenegro U21 · Montenegro U20 · Montenegro U19 · Montenegro U17 · Servië en Montenegro U19 · Servië en Montenegro U17
2003 – 2006** · 
2007 – 2009 · 
2010 – 2019 ·
2020 − 2029
EK 2008 · 
EK 2012 · 
EK 2016
WK 2006** · 
WK 2010 · 
WK 2014 · 
WK 2018
OS 2004** · 
OS 2008 · 
OS 2012 · 
OS 2016
2007 · 
2008 · 
2009 · 
2010 · 
2011 · 
2012 · 
2013 · 
2014 · 
2015 · 
2016 · 
2017 ·
2018 ·
2019 ·
2020 ·
2021 ·
2022 ·
2023
Albanië ·
Armenië ·
Azerbeidzjan ·
België · 
Bosnië en Herzegovina ·
Bulgarije ·
Colombia ·
Cyprus ·
Denemarken · 
Engeland ·
Estland ·
Faeröer ·
Finland ·
Georgië ·
Ghana ·
Gibraltar ·
Griekenland ·
Hongarije ·
Ierland ·
IJsland ·
Iran · 
Israël ·
Italië ·
Japan ·
Kazachstan ·
Kosovo ·
Letland ·
Libanon ·
Liechtenstein ·
Litouwen ·
Luxemburg ·
Moldavië ·
Nederland ·
Noord-Ierland ·
Noord-Macedonië ·
Noorwegen ·
Oekraïne ·
Oezbekistan ·
Oostenrijk ·
Polen ·
Roemenië ·
Rusland · 
San Marino ·
Servië ·
Slovenië ·
Slowakije ·
Tsjechië ·
Turkije ·
Wales ·
Wit-Rusland ·
Zweden ·
Zwitserland
Argentinië (2006) · 
Ivoorkust (2006) · 
Nederland (2006)
** - Onder de naam Servië en Montenegro